# Salomon Frensdorff
Salomon Frensdorff (* 24. Februar 1803 oder 1804 in Hamburg; † 23. März 1880 in Hannover) war ein deutscher Orientalist und jüdischer Hebraist, der vor allem durch seine Forschungen zur Massora hervortrat.

## Leben
Er studierte von 1830 bis 1834 in Bonn Philosophie, Philologie und Naturwissenschaften sowie jüdische Religion. Zu seinen Kommilitonen zählten Samson Raphael Hirsch und Abraham Geiger. 1834 zog er nach Frankfurt am Main, um bei Franz Joseph Molitor weiter zu studieren. Seinen Abschluss machte er 1837.
Seine erste Stelle war die eines Oberlehrers an der jüdischen Religionsschule in Hannover. 1846 wurde er an der Universität Kiel promoviert, 1848 wurde er Dozent an der Bildungsanstalt für jüdische Lehrer in Hannover.
Frensdorf entwickelte die Masora magna weiter und erstellte hierzu ein Wörterbuch, welches dazu diente, die massretischen Angaben in eine alphabetische Ordnung zu bringen, wobei zu jeder Wortform die dazugehörige massoretische Bemerkung und deren Fundstelle innerhalb der gedruckten Massorah angegeben wurde. Damit hatte Frensdorff an das Werk Jacob Ben Chajims und Felix Pratensis’ angeschlossen und deren Druckausgaben der Massorah innerhalb der Mikraot Gedolot bzw. ersten und zweiten Rabbinerbibel 1517/1524 zu Grunde gelegt. Frensdorff veröffentlichte hierzu 1876 sein Werk Die Massora magna nach den ältesten Drucken mit Zuziehung alter Handschriften, 1. Theil.

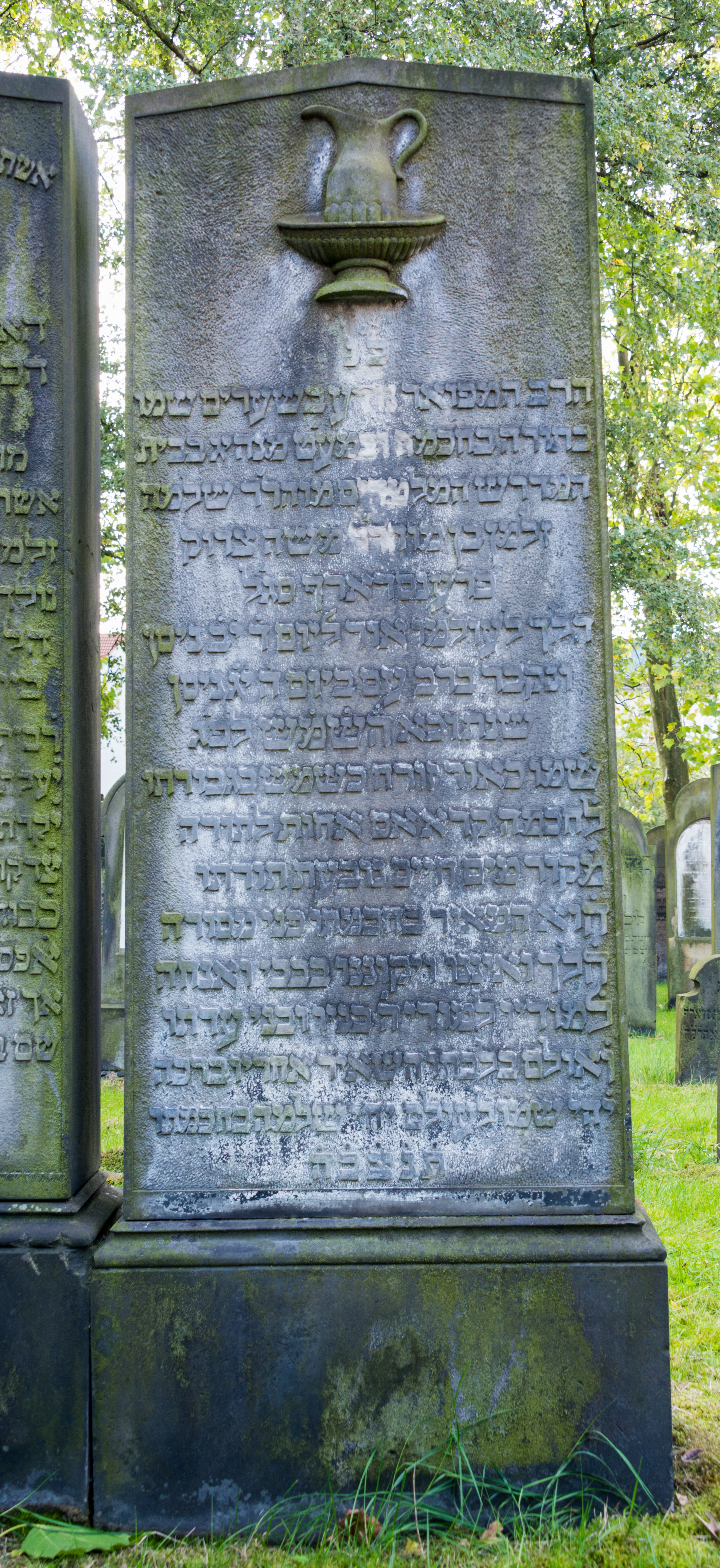
Hebräische Seite des Grabsteins von Solomon Frensdorff

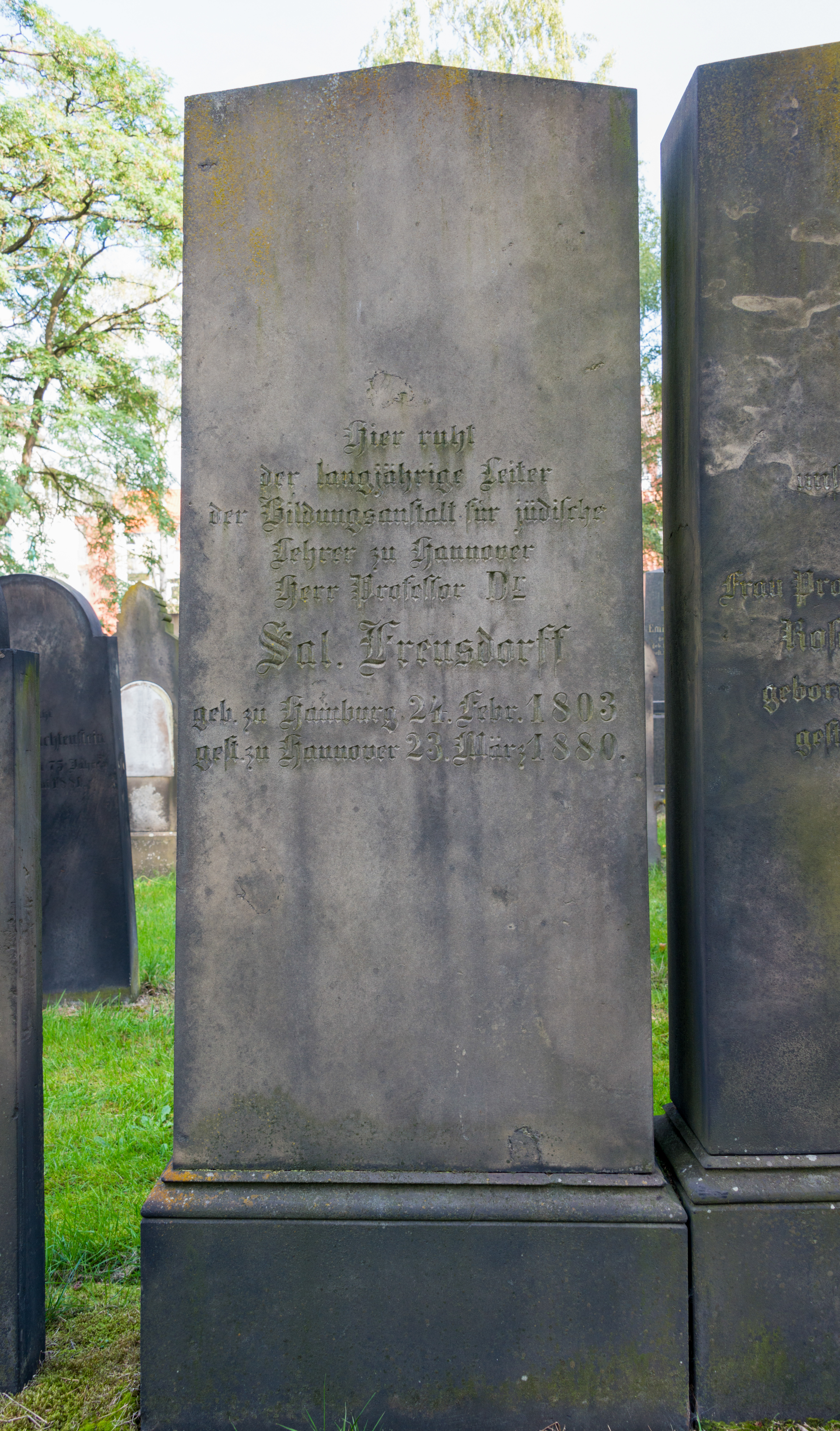
Deutsche Seite des Grabsteins von Solomon Frensdorff

## Veröffentlichungen (Auswahl)
- (unter dem Pseudonym R. Moses Punctator) Fragmente aus der Punctations- und Accentlehre der hebräischen Sprache, Helwing, Hannover 1847 (Digitalisat).
- Okhlah ṿe-okhlah: ṿe-hu ḥibur meha-masorah ha-gedolah … : nimtsa bi-khetav [Edition eines seit dem 10. Jh. bekannten anonymen Kompilats masoretischer Anmerkungen unter dem Titel אָכְלָה וְאָכְלָה], Hahn, Hannover 1861, u. a. (Digitalisat).
- Die Massora magna, nach den ältesten Drucken mit Zuziehung alter Handschriften; 1. Theil: Die Massora in alphabetischer Ordnung; Hannover 1876 (Digitalisat).